# Carrer de la Font de la Salut
El carrer de la Font de la Salut és un carrer de Tortosa (Baix Ebre) inclòs a l'Inventari del Patrimoni Arquitectònic de Catalunya.

## Descripció

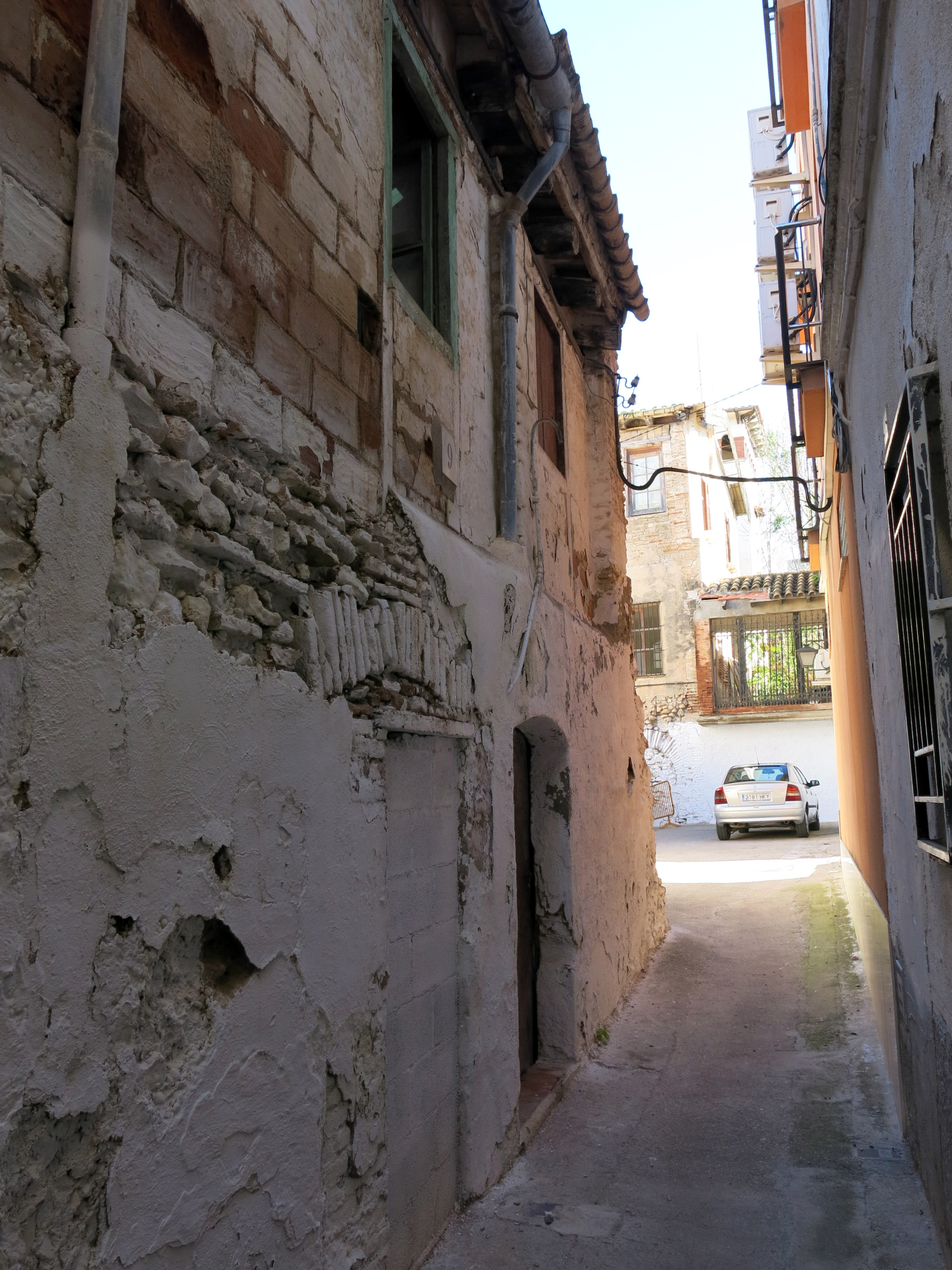
Un altre aspecte del carrer, amb la casa número 11-13, una de les més antigues d'aquesta via urbana

Situat al barri de Remolins, comunica el carrer de Gentildones i la part posterior del parc d'en Porcar, al mateix temps que enllaça també amb la plaça de la Immaculada a través de la travessia de la Font de la Salut. Té uns 3 metres d'ample i un traçat recte. S'eixampla a l'altura de la travessia, encara que possiblement es tracta d'una modificació moderna, ja que l'angle de la casa número 11-13 demostra que anteriorment continuaven les construccions al mateix nivell de façana, i al sector ampliat hi corresponen només parts posteriors d'habitatges. Se'n destaquen les cases 11-13 i la 6-8, perquè mantenen força l'estructura original i l'aparença de la façana. En general són totes de dos o tres pisos, i l'amplada de les façanes oscil·la entre els 4 i els 12 metres. La banda est té les construccions molt més refetes.

## Història
Forma part del que antigament era barri jueu i en conserva el traçat original. Les construccions són totes del segle xix o començament del XX, del tipus popular pobre, com passa als carrers propers.